# 다이쇼지역
다이쇼지역(일본어: 大聖寺駅)은 일본 이시카와현 가가시에 있는 IR 이시카와 철도, 해피라인 후쿠이의 철도역이다.
또한 다이쇼지 역 남쪽의 노자카 터널에는 이시카와 현과 후쿠이 현의 경계가 있다.

## 역 구조
2면 3선 구조의 지상역이다. 역사는 단식 구조인 1번 승강장에 있으며, 다른 승강장과는 구름다리로 이어져 있다.

### 승강장
| 1 | ■ IR 이시카와 철도선 | 하행 | 가나자와 · 도야마 방면          |                            |
| 2 | ■ 해피라인 후쿠이선  | 하행 | 가나자와 · 도야마 방면          | 대피 열차·시발 열차가 사용 |
| 2 | ■ 해피라인 후쿠이선  | 상행 | 후쿠이 · 오사카 · 마이바라 방면 | 대피 열차가 사용           |
| 3 | ■ 해피라인 후쿠이선  | 상행 | 후쿠이 · 오사카 · 마이바라 방면 |                            |

## 역세권 정보
- 가가시청사
- 가가 시민회관
- 국도 제8호선
- 국도 제305호선

## 역사
- 1897년 9월 20일: 관설철도 (뒷날의 일본국유철도) 후쿠이 역 ~ 고마쓰 역 구간의 개통과 동시에 개업.
- 1987년 4월 1일: 민영화에 따라 서일본 여객철도의 소속이 되었다.
- 2017년 4월 15일: ICOCA 도입.[1] 다만 가나자와 방면으로 이용 시만 사용 가능.
- 2024년 3월 16일: 호쿠리쿠 신칸센 가나자와역 ~ 쓰루가역 연장 개통에 따라, IR 이시카와 철도와 해피라인 후쿠이로 이관됨.

## 인접역
| IR 이시카와 철도 ■ IR 이시카와 철도선 해피라인 후쿠이 ■ 해피라인 후쿠이선 | IR 이시카와 철도 ■ IR 이시카와 철도선 해피라인 후쿠이 ■ 해피라인 후쿠이선 | IR 이시카와 철도 ■ IR 이시카와 철도선 해피라인 후쿠이 ■ 해피라인 후쿠이선 |
| ------------------------------------------------------------------------- | ------------------------------------------------------------------------- | ------------------------------------------------------------------------- |
| 우시노야 쓰루가 방면                                                      | 보통                                                                      | 가가온센 구리카라 방면                                                    |